# Lamshang
Lamshang là một thị xã và là một nagar panchayat của quận Imphal West thuộc bang Manipur, Ấn Độ.

## Nhân khẩu
Theo điều tra dân số năm 2001 của Ấn Độ, Lamshang có dân số 6530 người. Phái nam chiếm 50% tổng số dân và phái nữ chiếm 50%. Lamshang có tỷ lệ 61% biết đọc biết viết, cao hơn tỷ lệ trung bình toàn quốc là 59,5%: tỷ lệ cho phái nam là 69%, và tỷ lệ cho phái nữ là 53%. Tại Lamshang, 13% dân số nhỏ hơn 6 tuổi.